# Имя состояния
И́мя состоя́ния — понятие, введённое в курс русского языка средней школы в учебниках Бабайцевой В. В. и Чесноковой Л. Д.. Определяется как самостоятельная часть речи, которая обозначает состояние и отвечает на вопросы как? каково? Имена состояния не склоняются и не имеют спряжения. Имена состояния, образованные от прилагательных с помощью суффикса -о, имеют сравнительную степень: холодно — холоднее — более холодно.
Первым (в 1928 году) слова категории состояния в отдельную часть речи выделил Лев Щерба, хотя на особый статус подобных слов указывали и более ранние лингвисты (Фёдор Буслаев, Александр Востоков, Николай Кошанский).
У Бабайцевой и Чесноковой имена состояния обозначают:
1. душевное состояние человека: весело, радостно, грустно, печально;
2. физическое состояние человека и животных: больно, душно, тяжело;
3. состояние природы и окружающей среды: морозно, ветрено, жарко, прохладно;
4. оценку действий: можно, нельзя, надо, нужно, невозможно.

Виктор Виноградов включал в данную категорию краткие прилагательные, утратившие полные формы; краткие страдательные причастия; безлично-предикативные слова на -о и бывшие существительные типа лень, грех, стыд. Александр Тихонов предлагал считать словами категории состояния такие неизменяемые слова с соответствующим значением, которые при добавлении связки употребляются в качестве сказуемого в безличном предложении и в двусоставном предложении со сказуемым-инфинитивом.
По Бабайцевой и Чесноковой, имена состояния образуются от прилагательных (весёлый — весело, холодный — холодно) и существительных (горе — горько, лень — ленно). Бабайцева и Чеснокова утверждают, что от наречия образовались имена состояния, которые отличаются тем, что в предложении не зависят от других слов, и что следует чётко различать имена состояния, наречия и краткие прилагательные. Например: Мне грустно (имя состояния). Он грустно улыбнулся (наречие). Лицо его грустно (краткое прилагательное).
Бабайцева и Чеснокова также утверждают, что в сочетании с глаголом-связкой имена состояния способны передавать значение времени (тихо, стало тихо, станет тихо, было тихо), хотя непосредственно временные отношения передаются именно глаголом-связкой. В безличном предложении имя состояния является сказуемым (Тебе лень подумать. — имя состояния, сказуемое) и является функциональным омонимом с существительным (Лень портит человека. — существительное, подлежащее).